# John Peters Humphrey
John Peters Humphrey (* 30. April 1905 in Hampton, New Brunswick; † 14. März 1995 in Montreal) war ein kanadischer Jurist, Professor und Menschenrechtler.

## Leben

### Kindheit, Studium und berufliche Laufbahn
John Humphrey wurde in Hampton (New Brunswick) in einer methodistischen Familie geboren. Im Rückblick auf sein Leben schrieb er über seine Kindheit: „I was very religious.“ Er studierte später an der Rothesay Collegiate School (jetzt Rothesay Netherwood School), Mount Allison University in Sackville, New Brunswick und an der McGill University, Montreal. Er arbeitete von 1929 bis 1936 als Rechtsanwalt, bevor er Professor an der Juristischen Fakultät der McGill University wurde.

### Allgemeine Erklärung der Menschenrechte
1946 wurde Humphrey zum Direktor der Abteilung für Menschenrechte des Sekretariats der Vereinten Nationen. In dieser Funktion war er einer der Initiatoren der Allgemeinen Erklärung der Menschenrechte. Nach Beratungen des Exekutivkomitees unter Vorsitz von Eleanor Roosevelt verfasste Humphrey den ersten Entwurf der Allgemeinen Erklärung der Menschenrechte. In der Nacht des 10. Dezember 1948 nahm die Generalversammlung der Vereinten Nationen die von Eleanor Roosevelt als „internationale Magna Charta der ganzen Menschheit“ bezeichnete Erklärung einstimmig an.

### Karriere bei den Vereinten Nationen
Humphrey war insgesamt 20 Jahre bei den Vereinten Nationen beschäftigt. Während dieser Zeit betreute er die Einführung von insgesamt 67 internationalen Konventionen und Verfassungen verschiedener Länder. Er war vor allem in den Bereichen Pressefreiheit, Frauenrechte und Minderheitenrechte tätig. Zum 40. Jahrestag der Allgemeinen Erklärung der Menschenrechte 1988 erhielt Humphrey den Menschenrechtspreis der Vereinten Nationen.
1963 machte er den Vorschlag, das UN-Hochkommissariat für Menschenrechte zu gründen. Obwohl die Idee anfangs überaus positiv aufgenommen wurde, dauerte es noch über 30 Jahre, bis sie schließlich von Boutros Boutros-Ghali umgesetzt wurde.

### Spätere Jahre
Humphrey verließ die Vereinten Nationen 1966 und kehrte an die McGill University zurück. Bis zu seinem Tod 1995 war er weltweit zur Förderung der Menschenrechte tätig. So war er beispielsweise Direktor der International League for Human Rights, Mitglied der Royal Commission on the Status of Women, Mitbegründer von Amnesty International Canada und – zusammen mit Kollegen der McGill University – bei der Gründung der Canadian Human Rights Foundation behilflich. Zudem war er Mitglied verschiedener Untersuchungsausschüsse, unter anderem zur Ermittlung von Menschenrechtsverletzungen auf den des Regimes von Ferdinand Marcos auf den Philippinen. In Japan vertrat er koreanische Frauen, die zur Prostitution gezwungen wurden. Nicht zuletzt setzte er sich für kanadische Soldaten in japanischer Kriegsgefangenschaft ein.

## Ehrungen
Neben vielen Ehrungen wurde Humphrey 1974 Officer of the Order of Canada, „in Anerkennung seiner Beiträge zur Entwicklung der Rechtswissenschaft und seinem weltweit anerkannten Wirken im Bereich der Menschenrechte“.
Das John Peters Humphrey Model United Nations wird im Mai jeden Jahres in Fredericton, New Brunswick abgehalten.
Seit 1988 unterhält die McGill University die John P. Humphrey Lectureship in Human Rights, eine Ringvorlesung zur Rolle des Völkerrechts und Internationaler Organisationen im internationalen Menschenrechtsschutz.
Der John Humphrey Freedom Award wurde bis 2012 für außergewöhnliche Leistungen zur Förderung der Menschenrechte und Entwicklung der Demokratie an Organisationen und Einzelpersonen vergeben.
Im Juni 2008 wurde in Humphreys Heimatstadt ein Denkmal zu seinen Ehren eingeweiht. Es befindet sich in unmittelbarer Nähe seines Elternhauses, im Vorgarten des Gerichtsgebäudes im Stadtzentrum.
Am 23. Juni 2022 ehrte die kanadische Regierung, vertreten durch den für das Historic Sites and Monuments Board of Canada zuständigen Minister, John Humphrey und erklärte ihn wegen seines „herausragenden und dauerhaften Beitrages zur kanadischen Geschichte“ zu einer „Person von nationaler historischer Bedeutung“.